# Hiroshi Tsuchida
Hiroshi Tsuchida (jap. 土田 大 Tsuchida Hiroshi; ur. 8 lutego 1972) – japoński seiyū i aktor dubbingowy związany z agencją 81 Produce.

## Wybrane role w anime
- 2003: Naruto – Raidō Namiashi
- 2004: One Piece – Capote
- 2005: Bobobo-bo Bo-bobo – Pana
- 2005: Hachimitsu to Clover – Kazushi Yamazaki
- 2006: Busō Renkin – Kinjo
- 2007: Gintama – Marinosuke
- 2007: Naruto Shippūden – Raidō Namiashi
- 2008: Soul Eater – Masamune Nakatsukasa
- 2009: K-On! – Fūma Monō
- 2009: Needless – Zakard
- 2011: Usagi Drop – Daikichi Kawachi
- 2013: Atak Tytanów – Grisha Yeager
- 2013–2015: Pokémon the Series: XY – doktor Platane
- 2015: Fairy Tail – Ezel
- 2021: Zombie Land Saga – Nishimura